# 伯納姆維爾鎮區 (明尼蘇達州托德縣)
伯納姆維爾鎮區（英語：Burnhamville Township）是位於美國明尼蘇達州托德縣的一個行政鎮區，於1870年設立。

## 地方資料
伯納姆維爾鎮區的面積為90.59平方千米，當中陸地面積為81.61平方千米，而水域面積為8.98平方千米。根據2020年美國人口普查的數據，當地共有人口773人，而人口密度為每平方千米8.53人。